# Nicole Colombi
Nicole Colombi (Seriate, 29 dicembre 1995) è una marciatrice italiana, medaglia d'argento a squadre nella marcia 20 km su strada sia nei Mondiali a squadre di specialità a Taicang 2018 che nella Coppa Europa di marcia a Poděbrady 2017. È stata la detentrice del record italiano assoluto della marcia 50 km prima di Eleonora Anna Giorgi.
È stata finalista ai Mondiali juniores di Eugene 2014 (marcia 10000 m) ed agli Europei under 23 di Tallinn 2015 (marcia 20 km su strada).

## Biografia
Inizia la pratica dell'atletica leggera (dopo la danza moderna, la pallavolo ed il ciclismo) su invito di una sua compagna delle scuole medie nel 2006 (cominciando con il mezzofondo e passando subito dopo alla marcia) all'età di 11 anni (ultima annata nella categoria Esordienti) ed a partire dal 2007 sino al 2013 gareggia come tesserata FIDAL per la bergamasca Unione Sportiva Scanzorosciate; dal 2014 indossa i colori dell'Atletica Brescia 1950.
Viene allenata, dai tempi dell'U.S. Scanzorosciate, da Renato Cortinovis.
Nel biennio da cadetta 2009-2010, vince la prima medaglia ai campionati italiani giovanili, con il bronzo sulla marcia 3000 m ai nazionali under 16 ('09) e poi chiude settima l'anno seguente sulla stessa distanza.
Da allieva conquista il suo primo titolo italiano giovanile nel 2012 sulla marcia 5000 m ai campionati di categoria (dopo l’argento nella marcia 3000 m indoor nello stesso anno). In precedenza, sempre ai nazionali under 18, nel 2011 era stata vicecampionessa sulla marcia 5000 m, decima nella marcia 3000 m indoor e quarta nella marcia 10 km su strada (ottava nel 2012).
Alla prima annata nella categoria juniores nel 2013, ha indossato per la prima volta una maglia azzurra giovanile: nell'incontro internazionale di marcia a Poděbrady in Repubblica Ceca, ha gareggiato nella prova riservata alle under 20, chiudendo quinta (terza delle italiane, dietro Anna Clemente e Mariavittoria Becchetti), contribuendo così alla vittoria della classifica a squadre.
In Italia oltre un paio di piazzamenti (settima nella marcia 3000 m al suo esordio agli assoluti al coperto di Ancona e quinta sulla marcia 10000 m ai nazionali di categoria), ottiene il bronzo sulla marcia 3000 m indoor nei campionati italiani under 20.
2014, gareggia in Cina a Taicang alla Coppa del mondo juniores di marcia: finisce al 16º posto (seconda delle italiane, dietro Eleonora Dominici tredicesima) nei 10 km su strada e quinta nella classifica a squadre; prende parte poi ai Mondiali juniores di Eugene (Stati Uniti d'America) dove termina in 14ª posizione sulla marcia 10000 m.
In Italia invece diventa campionessa nazionale juniores nella marcia 20 km su strada e conquista l'argento nella marcia 10000 m ai campionati italiani under 20.
Il 2015 la vede terminare al 10º posto nella marcia 20 km su strada agli Europei under 23 di Tallinn in Estonia.
Altresì in Italia vince due medaglie di bronzo, entrambe sulla marcia 3000 m indoor, durante la stagione al coperto: prima ai campionati nazionali promesse e poi agli italiani assoluti di Padova; in seguito, ai nazionali di marcia 20 km su strada di Cassino, ottiene l'argento promesse ed il settimo posto assoluto.
Il 9 aprile del 2016 ha esordito con la Nazionale seniores in occasione dell'incontro internazionale di marcia che si tiene annualmente a Poděbrady in Repubblica Ceca: ha concluso la gara dei 20 km su strada in nona posizione (seconda tra le italiane, dietro Valentina Trapletti quinta) e contribuendo al secondo posto nella classifica a squadre.
Il 7 maggio ha partecipato ai Mondiali a squadre di marcia tenutisi proprio in Italia a Roma: nei 20 km su strada è stata 58ª (terza fra le italiane, dopo Elisa Rigaudo e Valentina Trapletti) e come piazzamento nella classifica a squadre ha terminato in sesta posizione.
Il 4 giugno è giunta quinta nella marcia 10000 m in Tunisia ai Mediterranei under 23 di Tunisi.
In Italia, nei campionati nazionali, ha vinto diverse medaglie: due volte campionessa promesse con altrettante medaglie d'oro (marcia 3000 m indoor e 20 km di marcia su strada), a livello di nazionali assoluti, è stata nell'ordine argento nella 20 km su strada di Cassino e poi bronzo sui 10 km (sempre su strada) agli assoluti di Rieti.
Il 21 maggio del 2017 ha preso parte alla Coppa Europa di marcia svoltasi in Repubblica Ceca a Poděbrady: con il 26º posto (terza delle italiane, dopo Antonella Palmisano e Valentina Trapletti) sui 20 km su strada, ha contribuito alla vittoria della medaglia d'argento nella classifica a squadre.
Il 16 luglio ha gareggiato nella marcia 20 km su strada agli Europei under 23 di Bydgoszcz in Polonia, venendo però squalificata verso metà gara.
Ha fatto inoltre en plein di medaglie (cinque su cinque con tre titoli giovanili) nella marcia ai vari campionati italiani disputati: oro promesse rispettivamente su 3000 m indoor (vittoria per 2 centesimi su Eleonora Dominici), 20 km su strada e 10000 m; argento agli assoluti nei 20 km su strada a Cassino e bronzo agli assoluti di Trieste nei 10 km su strada.
Durante il bimestre febbraio-marzo del 2018 ha vinto due medaglie di bronzo ai campionati italiani: nella marcia 3000 m agli assoluti indoor e nella marcia 20 km su strada.
Nel mese di maggio contribuisce alla vittoria dell’argento a squadre nella marcia 20 km su strada (42ª classificata) nei Mondiali a squadre di marcia di Taicang in Cina.
Pur convocata per gli Europei di Berlino in Germania ha dovuto rinunciare all’esordio nella distanza dei 50 km di marcia su strada, a causa di problemi fisici.
Il 27 gennaio 2019, a Gioiosa Marea vince il suo primo titolo italiano assoluto, sulla distanza di 50 km di marcia, con il tempo di 4h27:38, che è anche il nuovo record italiano assoluto sulla distanza.
È stata medagliata ai campionati italiani in tutte e cinque le categorie: cadette (under 16), allieve (under 18), juniores (under 20), promesse (under 23) e seniores (over 23).
È presente nella top ten delle graduatorie italiane giovanili all time, sia in quelle juniores (due volte) che altrettante tra le promesse: quinto posto tra le juniores nella marcia 10000 metri con 47'38"82 (2014); ottava tra le under 20 nella marcia 20 km su strada con 1:43'06 (2014); decimo posto tra le promesse nella marcia 10 km su strada con 45'26 (2016) e terza sempre fra le under 23 nella marcia 20 km su strada con 1'33"39 (2016).
Nelle graduatorie italiane stagionali, è stata quasi sempre presente nella top ten delle ultime annate agonistiche: marcia 3000 metri indoor, terza nel biennio 2017-‘16, settima nel 2015; marcia 5000 m: terza nel 2016 e quarta nel 2017-‘18; marcia 10000 metri: terza nel 2017 e settima nel 2015; marcia 20 km su strada: quinta nel 2017-‘18, sesta nel 2016, ottava nel 2014 e decima nel 2015.
In diverse occasioni sia ai vari campionati nazionali che in rassegne internazionali giovanili e seniores (in gare su pista, indoor e su strada), ha stabilito il proprio primato stagionale o quello personale.

## Progressione

### Marcia 3000 metri indoor
| Stagione | Tempo    | Luogo  | Data      | Rank. Mond. |
| -------- | -------- | ------ | --------- | ----------- |
| 2019     | 13'24"01 | Ancona | 16-2-2019 | -           |
| 2018     | 13'22"26 | Ancona | 17-2-2018 | -           |
| 2017     | 13'40"80 | Ancona | 4-2-2017  | -           |
| 2016     | 13'12"19 | Ancona | 6-2-2016  | -           |
| 2015     | 13'53"98 | Padova | 21-2-2015 | -           |
| 2014     | 14'45"86 | Ancona | 22-2-2014 | -           |
| 2013     | 14'24"39 | Ancona | 16-2-2013 | -           |
| 2012     | 14'42"57 | Ancona | 18-2-2012 | -           |
| 2011     | 15'55"41 | Ancona | 12-2-2011 | -           |

### Marcia 5000 metri
| Stagione | Tempo    | Luogo             | Data      | Rank. Mond. |
| -------- | -------- | ----------------- | --------- | ----------- |
| 2022     | 22'34"29 | Bergamo           | 14-5-2022 | -           |
| 2021     | 22'00"75 | Caorle            | 18-9-2021 | -           |
| 2020     | 21'52"12 | Milano            | 3-10-2020 | -           |
| 2019     | 22'29"53 | Firenze           | 15-6-2019 | -           |
| 2018     | 22'42"65 | Modena            | 23-6-2018 | -           |
| 2017     | 22'12"69 | Modena            | 23-9-2017 | -           |
| 2016     | 22'28"37 | Cinisello Balsamo | 24-9-2016 | -           |
| 2015     | 23'14"16 | Lodi              | 9-5-2015  | -           |
| 2014     | 23'42"75 | Milano            | 29-6-2014 | -           |
| 2013     | 24'12"70 | Milano            | 24-4-2013 | -           |
| 2012     | 24'20"71 | Firenze           | 29-9-2012 | -           |
| 2011     | 24'13"16 | Rieti             | 2-10-2011 | -           |

### Marcia 10000 metri
| Stagione | Tempo    | Luogo           | Data      | Rank. Mond. |
| -------- | -------- | --------------- | --------- | ----------- |
| 2022     | 45'08"03 | Alessandria     | 10-4-2022 | -           |
| 2021     | 45'21"69 | Bergamo         | 18-4-2021 | -           |
| 2019     | 46'24"32 | Mariano Comense | 28-4-2019 | -           |
| 2017     | 46'11"77 | Firenze         | 10-6-2017 | -           |
| 2016     | 47'21"53 | Tunisi          | 4-6-2016  | -           |
| 2015     | 48'32"71 | Brusaporto      | 19-4-2015 | -           |
| 2014     | 47'38"82 | Eugene          | 23-7-2014 | -           |
| 2013     | 50'54"16 | Firenze         | 24-3-2013 | -           |
| 2011     | 53'11"00 | Lugano          | 9-10-2011 | -           |

### Marcia 10 km su strada
| Stagione | Tempo  | Luogo          | Data       | Rank. Mond. |
| -------- | ------ | -------------- | ---------- | ----------- |
| 2024     | 45'05" | La Spezia      | 30-6-2024  |             |
| 2022     | 46'40" | Rieti          | 24-6-2022  | -           |
| 2021     | 45'36" | Rovereto       | 25-6-2021  | -           |
| 2020     | 43'55" | Modena         | 18-10-2020 | -           |
| 2019     | 45'16" | Scanzorosciate | 31-3-2019  | -           |
| 2016     | 48'29" | Rieti          | 26-6-2016  | -           |
| 2014     | 48'22" | Taicang        | 4-5-2014   | -           |
| 2013     | 48'53" | Lugano         | 17-3-2013  | -           |
| 2012     | 50'57" | Lugano         | 18-3-2012  | -           |
| 2011     | 54'54" | Lugano         | 20-3-2011  | -           |

### Marcia 20 km su strada
| Stagione | Tempo    | Luogo          | Data       | Rank. Mond. |
| -------- | -------- | -------------- | ---------- | ----------- |
| 2024     | 1:31'41" | La Coruña      | 18-5-2024  |             |
| 2023     | 1:35'46" | Frosinone      | 19-3-2023  |             |
| 2022     | 1:30'58" | Alberobello    | 1-5-2022   | -           |
| 2021     | 1:30'24" | Grottammare    | 24-10-2021 | -           |
| 2019     | 1:32'28" | Poděbrady      | 6-4-2019   | -           |
| 2018     | 1:34'33" | Taicang        | 5-5-2018   | -           |
| 2017     | 1:35'55" | Grottammare    | 15-10-2017 | -           |
| 2016     | 1:33'39" | Poděbrady      | 9-4-2016   | -           |
| 2015     | 1:38'50" | Tallinn        | 10-7-2015  | -           |
| 2014     | 1:43'06" | Locorotondo    | 30-3-2014  | -           |
| 2011     | 1:46'40" | Villa di Serio | 23-10-2011 | -           |

## Palmarès
| Anno | Manifestazione        | Sede      | Evento         | Risultato | Prestazione | Note     |
| ---- | --------------------- | --------- | -------------- | --------- | ----------- | -------- |
| 2014 | Mondiali juniores     | Eugene    | Marcia 10000 m | 14ª       | 47'38"82    | [ 6 ]    |
| 2015 | Europei under 23      | Tallinn   | Marcia 20 km   | 10ª       | 1h38'50"    | [ 7 ]    |
| 2016 | Mediterranei under 23 | Tunisi    | Marcia 10000 m | 5ª        | 47'21"53"   | [ 8 ]    |
| 2017 | Europei under 23      | Bydgoszcz | Marcia 20 km   | dq        | dq          | [ 9 ]    |
| 2019 | Mondiali              | Doha      | Marcia 50 km   | dnf       | dnf         |          |
| 2022 | Mondiali              | Eugene    | Marcia 20 km   | dq        | dq          | TR54.7.5 |
| 2023 | Mondiali              | Budapest  | Marcia 35 km   | 27ª       | 3h02'29"    |          |

## Campionati nazionali
- 1 volta campionessa assoluta nella marcia 10 km su strada (2021)
- 1 volta campionessa assoluta nella marcia 50 km su strada (2019)
- 1 volta campionessa assoluta nella marcia 20 km (2024)
- 1 volta campionessa promesse nella marcia 10000 m (2017)
- 2 volte campionessa promesse nella marcia 20 km su strada (2016, 2017)
- 2 volte campionessa promesse indoor nella marcia 3000 m (2016, 2017)
- 1 volta campionessa juniores nella marcia 20 km su strada (2014)
- 1 volta campionessa allieve nella marcia 5000 m (2012)

2009
- Bronzo ai Campionati italiani cadetti e cadette, (Desenzano del Garda), Marcia 3000 m - 15'08"30 [10]

2010
- 7ª ai Campionati italiani cadetti e cadette, (Cles), Marcia 3000 m - 15'45"77[11]

2011
- 10ª ai Campionati italiani allievi-juniores-promesse indoor, (Ancona), Marcia 3000 m - 15'55"41 [12]
- Argento ai Campionati italiani allievi e allieve, (Rieti), Marcia 5000 m - 24'13"16 [13]
- 4ª al Campionato italiano 10 km di marcia su strada allievi e allieve, (Grottammare), Marcia 10 km su strada - 55’45[14]

2012
- Argento ai Campionati italiani allievi e juniores indoor, (Ancona), Marcia 3000 m - 14'42"57 [15]
- Oro ai Campionati italiani allievi e allieve, (Firenze), Marcia 5000 m - 24'20"71 [16]
- 8ª al Campionato italiano 10 km di marcia su strada allievi e allieve, (Grottammare), Marcia 10 km su strada - 58’18[17]

2013
- 7ª ai Campionati italiani assoluti e promesse indoor, (Ancona), Marcia 3000 m - 14'24"39 [18]
- Bronzo ai Campionati italiani allievi e juniores indoor, (Ancona), Marcia 3000 m - 14'28"97[19]
- 5ª ai Campionati italiani juniores e promesse, (Rieti), Marcia 10000 m - 52'44"77[20]

2014
- 8ª ai Campionati italiani juniores e promesse indoor, (Ancona), Marcia 3000 m - 15'17"60[21]
- 10ª ai Campionati italiani assoluti indoor, (Ancona), Marcia 3000 m - 14'45"86 [22]
- Oro al Campionato italiano 20 km di marcia su strada, (Locorotondo), Marcia 20 km su strada - 1:43'06 (juniores) [23]
- Argento ai Campionati italiani juniores e promesse, (Torino), Marcia 10000 m - 49'54"19[24]

2015
- Bronzo ai Campionati italiani juniores e promesse indoor, (Ancona), Marcia 3000 m - 14'19"62[25]
- Bronzo ai Campionati italiani assoluti indoor, (Padova), Marcia 3000 m - 13'53"98 [26]
- 7ª al Campionato italiano 20 km di marcia su strada, (Cassino), Marcia 20 km su strada - 1:40'02 (assolute)[27]
- Argento al Campionato italiano 20 km di marcia su strada, (Cassino), Marcia 20 km su strada - 1:40'02 (promesse)[27]
- In finale ai Campionati italiani juniores e promesse, (Rieti), Marcia 10000 m - dq[28]
- In finale ai Campionati italiani assoluti, (Torino), Marcia 10 km su strada - dnf[29]

2016
- Oro ai Campionati italiani juniores e promesse indoor, (Ancona), Marcia 3000 m - 13'12"19 [30]
- In finale ai Campionati italiani assoluti indoor, (Ancona), Marcia 3000 m - dq[31]
- Argento al Campionato italiano 20 km di marcia su strada, (Cassino), Marcia 20 km su strada - 1:34'21 (assolute)[32]
- Oro al Campionato italiano 20 km di marcia su strada, (Cassino), Marcia 20 km su strada - 1:34'21 (promesse)[32]
- In finale ai Campionati italiani juniores e promesse, (Bressanone), Marcia 10000 m - dq[33]
- Bronzo ai Campionati italiani assoluti, (Rieti), Marcia 10 km su strada - 48'29 [34]

2017
- Oro ai Campionati italiani juniores e promesse indoor, (Ancona), Marcia 3000 m - 13'40"80 [35]
- Argento al Campionato italiano 20 km di marcia su strada, (Cassino), Marcia 20 km su strada - 1:38'26 (assolute)[36]
- Oro al Campionato italiano 20 km di marcia su strada, (Cassino), Marcia 20 km su strada - 1:38'26 (promesse)[36]
- Oro ai Campionati italiani juniores e promesse, (Firenze), Marcia 10000 m - 46'11"77 [37]
- Bronzo ai Campionati italiani assoluti, (Trieste), Marcia 10000 m - 46'28"34[38]

2018
- Bronzo ai Campionati italiani assoluti indoor, (Ancona), 3000 m - 13’22”26 [39]
- Bronzo al Campionato italiano 20 km di marcia su strada, (Roma), Marcia 20 km su strada - 1:37’26[40]

2019
- Oro ai campionati italiani assoluti marcia 50 km su strada, (Gioiosa Marea), marcia 50 km su strada - 4:27'38 [41]

2020
- Argento ai campionati italiani assoluti, marcia 10 km - 43'55"

2021
- Oro ai campionati italiani assoluti, marcia 10 km - 45'36"

2022
- Argento ai campionati italiani assoluti, marcia 35 km - 2h54'32"
- Argento ai campionati italiani assoluti, marcia 10 km - 46'40"

2024
- Oro ai campionati italiani assoluti di marcia 20 km (Frosinone), marcia 20 km - 1h34'03"
- Argento ai campionati italiani assoluti (La Spezia), marcia 10 km - 45'04"

## Altre competizioni internazionali
2013
- 5ª nell'Incontro internazionale di marcia su strada, ( Poděbrady), Marcia 10 km su strada - 49'18 (juniores)[42]
- Oro nell'Incontro internazionale di marcia su strada, ( Poděbrady), Classifica a squadre (juniores)[43]

2014
- 16ª nella Coppa del mondo juniores di marcia, ( Taicang), Marcia 10 km su strada - 48'22 [6]
- 5ª nella Coppa del mondo juniores di marcia, ( Taicang), Classifica a squadre - 29 punti[44]

2016
- 9ª nell'Incontro internazionale di marcia su strada, ( Poděbrady), Marcia 20 km su strada - 1:33'39 [45]
- Argento nell'Incontro internazionale di marcia su strada, ( Poděbrady), Classifica a squadre[46]
- 58ª nei Mondiali a squadre di marcia, ( Roma), Marcia 20 km su strada - 1:37'47[45]
- 6ª nei Mondiali a squadre di marcia, ( Roma), Classifica a squadre - 85 punti[47]

2017
- 26ª nella Coppa Europa di marcia, ( Poděbrady), Marcia 20 km su strada - 1:37'26[48]
- Argento nella Coppa Europa di marcia, ( Poděbrady), Classifica a squadre - 34 punti[48]

2018
- 42ª nei Mondiali a squadre di marcia, ( Taicang), Marcia 20 km su strada - 1:34’33 [49]
- Argento nei Mondiali a squadre di marcia, ( Taicang), Classifica a squadre - 38 punti[49]